# Dia Zero
Dia Zero (Zero Day) és una sèrie de televisió de thriller polític estatunidenca creada per Eric Newman, Noah Oppenheim i Michael Schmidt per a Netflix, dirigida per Lesli Linka Glatter i protagonitzada per Robert De Niro i Lizzy Caplan. Es descriu com un thriller de conspiració política centrat en un ciberatac global devastador. Es va estrenar el 20 de febrer de 2025. Ha estat subtitulada al català.

## Producció

### Desenvolupament
El novembre de 2022 es va informar que Eric Newman, Noah Oppenheim i Michael Schmidt havien concebut la història, i que Newman i Oppenheim tenien el guió del capítol pilot. Robert De Niro seria l'estrella protagonista, també actuaria com a productor executiu al costat de Newman, Oppenheim, Jonathan Glickman de Panoramic Media i Schmidt. El projecte va ser confirmat per Netflix l'1 de març de 2023. Lesli Linka Glatter seria l'encarregat de dirigir-la. Es va estrenar el 20 de febrer de 2025.

### Rodatge
Es va presentar una sol·licitud per filmar un accident de tren al comtat de Westchester, Nova York, el juliol de 2023. El rodatge va començar a Nova York el juny de 2023, però arran de la vaga de guionistes, es va suspendre fins al desembre d'aquell mateix any.